# Čeněk Vašek
Čeněk Vašek, též Vincenc Vašek (21. března 1904 Sušice – ???) byl český a československý politik a poslanec Prozatímního Národního shromáždění za Československou sociální demokracii. Po roce 1948 pronásledován a vězněn.

## Biografie
Narodil se v rodině nádeníka Čeňka Vaška. V roce 1930 vystoupil z katolické církve a byl nadále bez vyznání.
V letech 1945–1946 byl poslancem Prozatímního Národního shromáždění za ČSSD. Setrval zde do parlamentních voleb v roce 1946.
V letech 1945–1948 byl starostou města Sušice. Po únorovém převratu v roce 1948 byl odvolán a později vězněn, společně s dalším sociálně demokratickým regionálním politikem P. Vagounem.
Do 30. dubna 1968 působil jako informátor Státní bezpečnosti v Klatovech pod krycím jménem Slavoj.